# Crowz
Crowz er et album af det amerikanske metal-band Slipknot, som aldrig blev udgivet. Slipknot ønskede at indspille denne cd for at forbedre både produktion og optrædenden samt at opdatere sange fra Mate.Feed.Kill.Repeat og indspille noget nyt materiale. Crowz havde i sig selv aldrig haft til formål at blive udgivet til offentligheden, men skulle i stedet sendes rundt til forskellige pladeselskaber, i håb om at et af dem ville tilbyde en pladekontrakt. Kort tid efter sluttede den nuværende vokalist Corey Taylor sig til bandet, og Anders Colsefni forlod dem, derfor blev indspilningerne til albummet droppet og i stedet gik de i gang med at skrive tekster og riffs til deres Slipknot demo (også kaldet Roadrunner Records Demo) fra 1998. Crowz er derfor også det eneste album, hvor nogle af numrene er sunget af den tidligere vokalist Anders Colsefni.

## Spor
1. "Coleslaw" (Corey version)
2. "Interloper Live" (Anders version)
3. "May 17th Live" (Anders version)
4. "Windows Live" (Anders version)
5. "Carve" (Anders version)
6. "Prosthetics" (Corey version)
7. "Me Inside"(Corey version)
8. "The Me Inside" (Corey version)
9. "Only One" (Corey version)
10. "Gently" (Corey version)
11. "Interloper (Apple of my Eyes Version)" (Corey version)
12. "Wait and Bleed" (Corey version)
13. "Snap Early" (Corey version)
14. "Coleslaw" (Anders version)
15. "Heartache and a Pair of Scissors Live" (Corey version)
16. "Hate" (Corey version)

## Fodnoter
1. 1 2  Crowz Arkiveret 22. februar 2012 hos  Wayback Machine på blackgoat.com